# Swisscoy
 (mai 2023).
Si vous disposez d'ouvrages ou d'articles de référence ou si vous connaissez des sites web de qualité traitant du thème abordé ici, merci de compléter l'article en donnant les références utiles à sa vérifiabilité et en les liant à la section « Notes et références ».

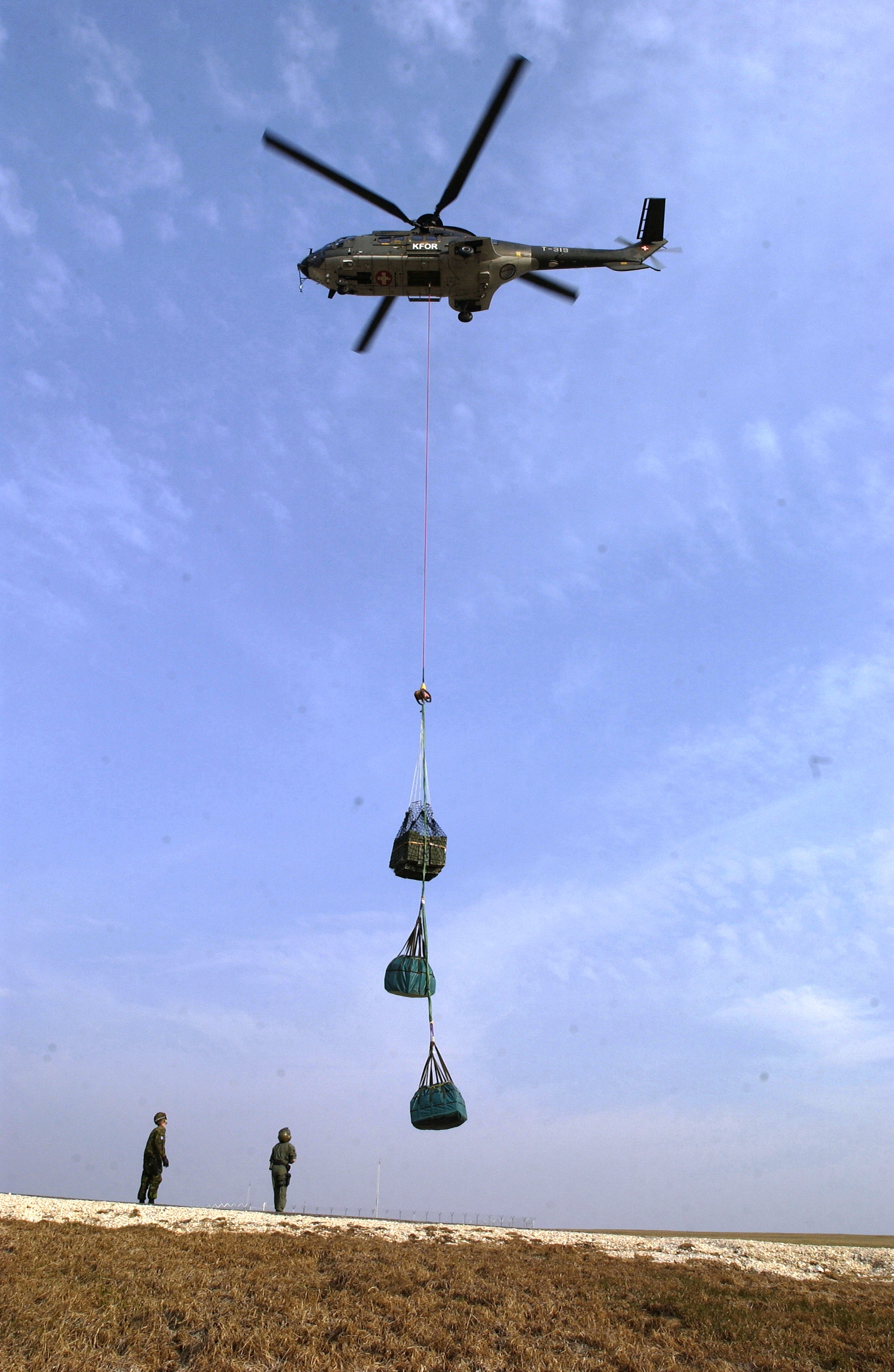
Super Puma de la Swisscoy en 2003.

La SWISSCOY est le contingent de l'Armée suisse au Kosovo. Dans le cadre de la mission internationale de promotion de la paix KFOR de l’OTAN au Kosovo, la Suisse met à disposition et finance un contingent pouvant compter jusqu’à 165 volontaires.

## Bases politiques
La SWISSCOY est la formation de l’Armée suisse au Kosovo. Dans le cadre de la mission internationale de promotion de la paix KFOR de l’OTAN au Kosovo, la Suisse met à disposition et finance un contingent pouvant compter jusqu’à 235 volontaires.
Le 23 juin 1999, le Conseil fédéral a pris la décision de principe, se basant sur la résolution de l’ONU 1244, de participer à la Force de maintien de la paix au Kosovo (KFOR). Cette participation a vu le jour dès l'automne 1999 sous la forme d'un contingent composé d'une compagnie comprenant au maximum 220 volontaires. Il s'agit de la Swisscoy pour "Swiss Company".
La promotion de la paix au niveau international est l’une des trois missions de l’Armée suisse. Elle est inscrite dans la Constitution suisse ainsi que dans la loi sur l’armée. Outre la promotion de la paix, la défense et l’appui subsidiaire aux autorités civiles comptent parmi les trois missions de l’Armée suisse. Bien que la Suisse ne soit pas membre de l’OTAN, son armée prend part, avec la SWISSCOY (acronyme de SWISS COmpanY), à la mission internationale de promotion de la paix au Kosovo (KFOR). Cette mission se déroule dans le cadre de la collaboration militaire « Partenariat pour la paix » établie entre l’OTAN et différents États non-membres de cette organisation.
L’engagement de la SWISSCOY repose sur la décision du Conseil fédéral du 23 juin 1999 visant une participation militaire à la KFOR sur la base de la résolution 1244 de l’ONU. La SWISSCOY est toujours mandatée pour une durée de trois ans. Fin 2013, le Conseil fédéral s’est prononcé en faveur d’une prolongation de trois ans du mandat (jusqu’à fin 2017), prolongation à laquelle le Parlement a donné son accord au printemps 2014. La compétence décisionnelle pour les trois années suivantes et pour la poursuite de l’engagement suisse revient au Parlement. En juin 2020, le Parlement a approuvé une nouvelle prolongation du mandat jusqu’à fin 2023.
L’engagement de la SWISSCOY est compatible avec la neutralité pour trois raisons : tout d’abord, l’engagement de la KFOR se fonde sur l’accord des deux parties en conflit. Ensuite, la Suisse s’engage systématiquement en faveur de la promotion de la paix. En revanche, toute participation à des actions de combat visant à imposer la paix est exclue. Enfin, les militaires de l’Armée suisse qui effectuent du service dans le cadre d’un engagement de promotion de la paix le font sur une base volontaire.
On procède tous les six mois à la relève du contingent suisse.

## Modification des exigences

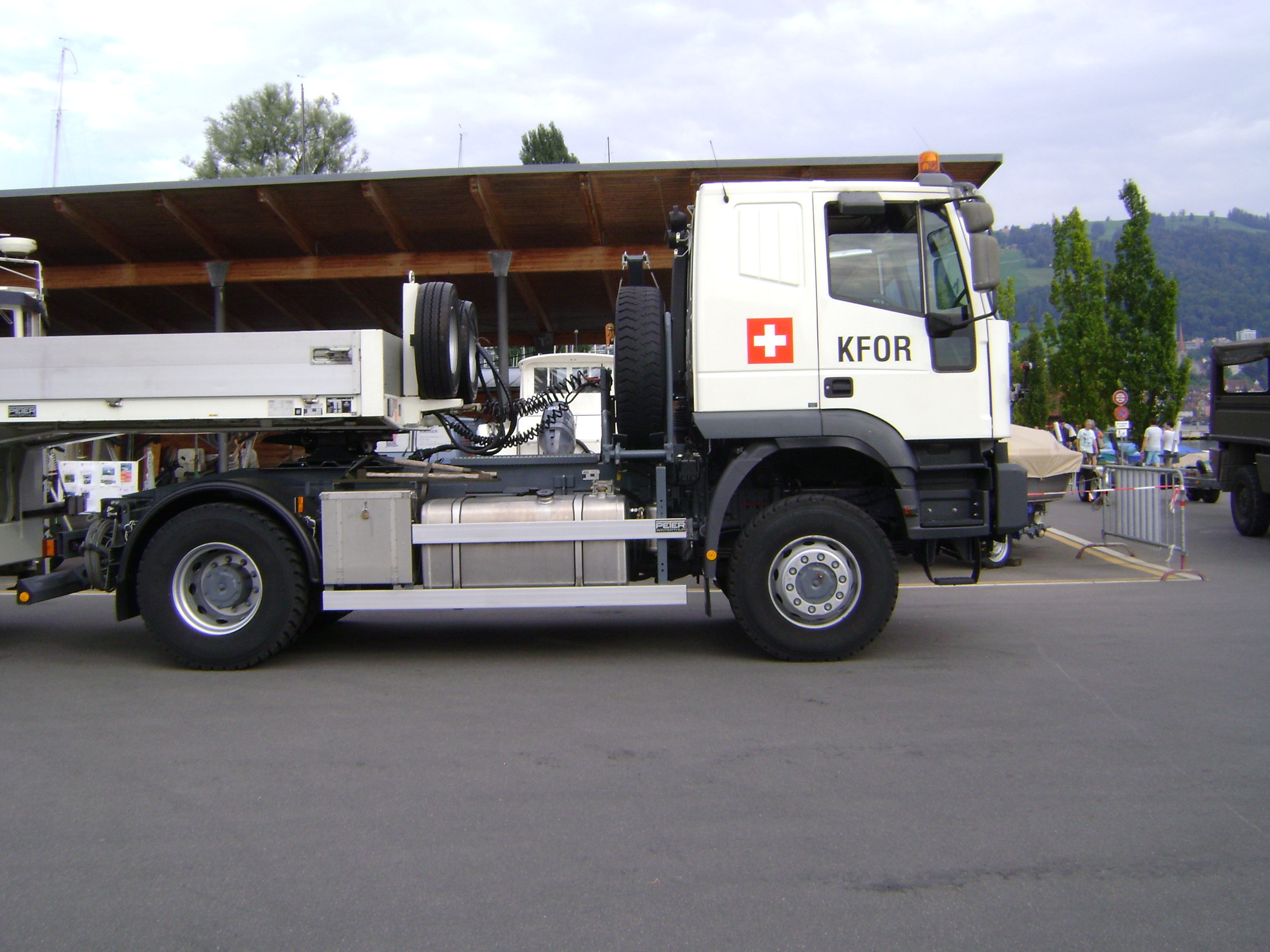
Tracteur de la logistique

Le développement positif de la situation en matière de sécurité au Kosovo a entraîné des modifications dans les structures de la KFOR et une réduction progressive des éléments de sûreté. Au début de la mission, l’aide d’urgence et la reconstruction à la suite de la guerre constituaient les éléments centraux. Aujourd’hui, il s’agit plutôt de surveiller le développement du pays. Afin de répondre aux nouvelles exigences, les tâches actuelles de la SWISSCOY sont donc différentes de celles dont elle était responsable au début de la mission. En effet, la SWISSCOY a commencé par être présente au Kosovo notamment avec des unités d’infanterie. Ce n’est plus le cas à l’heure actuelle. Aujourd’hui, les forces de la SWISSCOY sont avant tout présentes dans les domaines des transports, des tâches qui incombent aux pionniers, de l’élimination des munitions non explosées (EOD), du transport aérien et des équipes de liaison et de surveillance (Liaison and Monitoring Teams, LMT).

## JRD-N et LMT
Le 1er janvier 2012, un colonel suisse a repris le commandement du Joint Regional Detachement North (JRD-N), directement subordonné au commandant de la KFOR. Depuis avril 2010, les LMT font partie intégrante de la SWISSCOY. Elles sont les yeux et les oreilles de la KFOR. Grâce à des échanges quotidiens avec la population locale, les soldats sont au fait des préoccupations de cette dernière. La tâche des LMT consiste, en discutant avec la population et des personnes clés (p. ex. des interlocuteurs du monde politique), à collecter des informations et à les transmettre via le JRD au commandant de la KFOR, qui les utilise notamment pour évaluer la situation et comme base pour prendre des décisions opérationnelles. Un interprète local accompagne les LMT durant leurs tâches quotidiennes. La Suisse met à la disposition de la KFOR au total quatre LMT dans différentes régions.

## Condensé

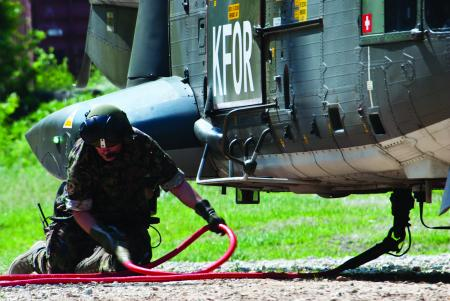
Super Puma suisse en 2011

La SWISSCOY effectue des tâches nationales et multinationales conformément au mandat qui lui est confié. La majeure partie de la SWISSCOY fournit des prestations dans le cadre multinational avec les éléments listés ci-après. Elle est également assignée à la collaboration opérationnelle avec d’autres unités organisationnelles de la KFOR. Voici les éléments du contingent évoqués précédemment :
- une section de transport avec véhicules spéciaux ;
- une section du génie (pionniers) chargée des projets de construction de la KFOR ;
- des équipes de liaison et de surveillance (Liaison and Monitoring Teams, LMT) sur quatre emplacements ;
- des officiers d’état-major et de liaison à l’échelon QG (quartier général) de la KFOR et Joint Regional Detachement (JRD) ;
- des membres de la Police militaire internationale (PMI) ;
- une équipe Explosive Ordnance Disposal (EOD) ;
- une équipe médicale ;
- un détachement de transport aérien qui dispose d’un a deux hélicoptères de type Super-Puma Cougar.

La section suisse de transport forme avec son pendant autrichien une compagnie de transport commune, appelée la « Transportcoy ». La Transportcoy, de même que la section de pionniers, sont subordonnées au Joint Logistic Support Group (JLSG) de la KFOR.
Les autres éléments de la SWISSCOY remplissent des missions purement nationales, mais aussi binationales en collaboration avec des Etats partenaires. Il s’agit notamment de l’état-major NCC (National Contingent Commander) basé à Pristina et du National Support Element (NSE) à Prizren. Ce dernier doit fonctionner pour permettre aux éléments opérationnels de la SWISSCOY de fournir leurs prestations (p. ex. la maintenance, qui assure la mobilité permanente de la SWISSCOY). L’entrepôt, qui répond à divers besoins sur le plan logistique, fait aussi partie de l’exploitation de la SWISSCOY. Enfin, deux locaux de restauration (le Swiss Chalet dans le camp de Prizren et le Swiss House au sein du Swiss Compound du camp de Film City à Pristina) qui sont ouverts aux membres de tous les pays de la KFOR sont également rattachés la SWISSCOY.

## Stationnement et emplacements
Depuis la fermeture du camp Casablanca à Suva Reka, qui était dirigé et géré conjointement par les Autrichiens et les Suisses, la SWISSCOY n’est plus présente de façon centralisée au Kosovo. Ses forces sont en effet réparties sur cinq emplacements différents, selon les fonctions exercées. L’état-major NCC, la police militaire, l’équipe EOD, la SWIC (Swiss Intelligence Cell), des éléments du domaine de la transmission et de l’équipe médicale se trouvent au quartier général de la KFOR à Pristina (camp Film City). En collaboration avec des membres autrichiens de la KFOR, l’équipe médicale suisse, qui se compose de plusieurs infirmières et d’un médecin, est responsable de l’exploitation du centre médical commun (centre médical de premier secours comparable à un cabinet médical suisse bien équipé), qui fait partie intégrante du Swiss Compound du quartier général. Quant au NSE, à la section de transport, à la section du génie, aux autres éléments du domaine de la transmission et de l’équipe médicale engagés dans l’hôpital militaire (ELAZ), ils sont stationnés au camp de Prizren. Le JRD-N remplit sa mission depuis le camp Novo Selo, situé au sud de Mitrovica. Le détachement suisse de transport aérien est, pour sa part, stationné au camp Bondsteel, au sud-ouest du Kosovo. Deux LMT suisses se trouvent dans le sud du pays. Leurs membres sont logés dans des maisons individuelles à Malishevo et Prizren. Deux autres LMT sont basées au Nord du Kosovo dans le camp de Novo Selo situé au sud de Mitrovica et opèrent dans différents domaines de responsabilités qui leur sont attribués. En été 2014, la Fieldhouse a été ouverte à Mitrovica. Depuis, la LMT Mitrovica vit et travaille au milieu de la population locale

## Instruction et préparation à l’engagement
Le recrutement de personnel, l’instruction axée sur l’engagement (IAE) et l’équipement des troupes suisses à l’étranger sont des tâches assurées par le Centre de compétences SWISSINT de l’Armée suisse, dont le siège se trouve à Stans-Obderdorf.
Le Centre d’instruction (CI) dépend du Centre de compétences SWISSINT à Stans. Le CI, également rattaché à la place d’armes de Wil bei Stans, est responsable de l’IAE. Tous les cours sont développés de manière à répondre aux exigences et aux doctrines d’engagement. Ils sont continuellement mis à jour. Très diversifiée, l’offre de cours s’adresse à toutes les personnes intéressées, civiles ou militaires, au niveau national et international.
Le CI SWISSINT a été certifié « Partnership for Peace Training and Education Center » par l’OTAN. Il propose divers cours nationaux et internationaux pour les civils et les militaires. Le cours d’observateurs militaires (SUNMOC) a également été certifié par l’ONU. Ces cours sont dispensés dans des infrastructures telles que la place d’armes à Stans-Oberdorf et le camp SWISSINT, qui peut accueillir 180 personnes dans près de 200 conteneurs.

## Armement
Dans le secteur d’engagement du Kosovo, les militaires de la SWISSCOY sont armés d’un pistolet et/ou d’un fusil d’assaut ainsi que d’un spray irritant pour assurer leur propre protection.